# Benito Panunzi
Benito Panunzi, né en  Italie en 1819 et mort à Buenos Aires en 1894, est un photographe italo-argentin, actif en Argentine à partir des années 1860.

## Biographie
Benito Panunzi, né à Amelia en Ombrie, émigre en Argentine au début des années 1860 ; il figure dans le recensement national de 1869 en tant que photographe installé Cuyo 6 à Buenos Aires. Il ouvre un premier studio photographique au 25 de Mayo, la Fotografia de Mayo, puis au 55-57 rue Cuyo le studio Fotografía Artística,.
Panunzi photographie la ville de Buenos Aires, de façon systématique (il documente ainsi les changements urbains de la capitale argentine) ainsi que la campagne environnante, avec des photographies de gauchos et d'Indiens Mapuches.

## Collections
- Bibliothèque nationale d'Argentine[3].

## Quelques photographies

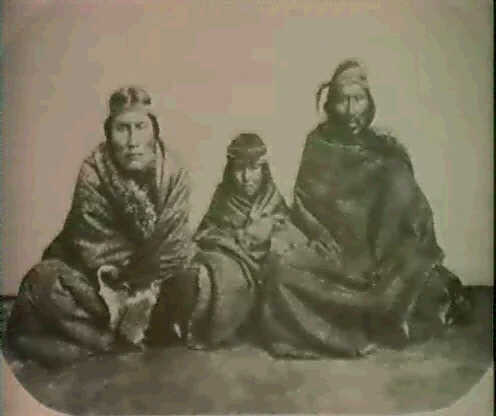
Indiens de Patagonie vers 1860.
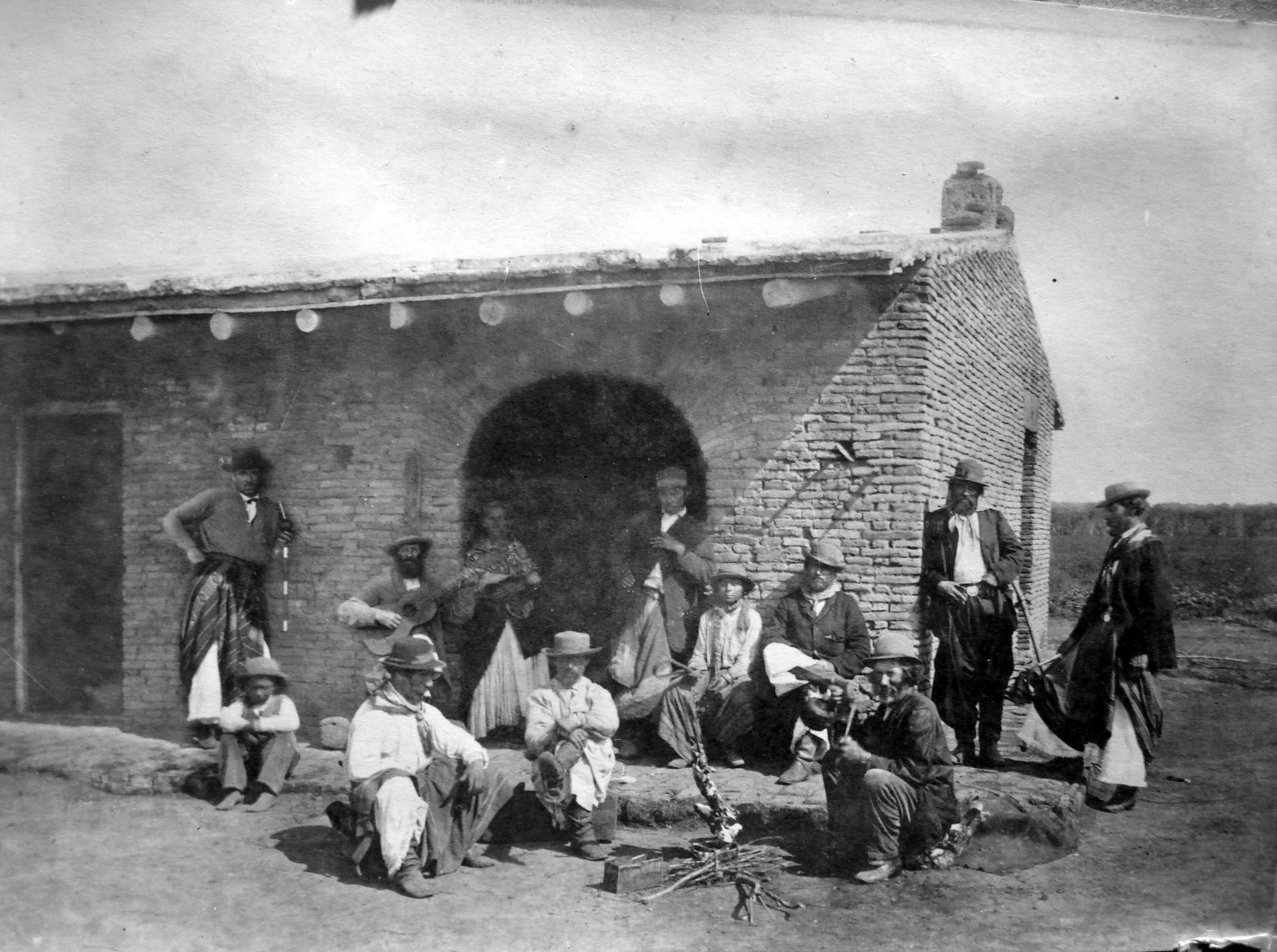
Groupe de gauchos devant une Pulpería (es), vers 1860-1863.
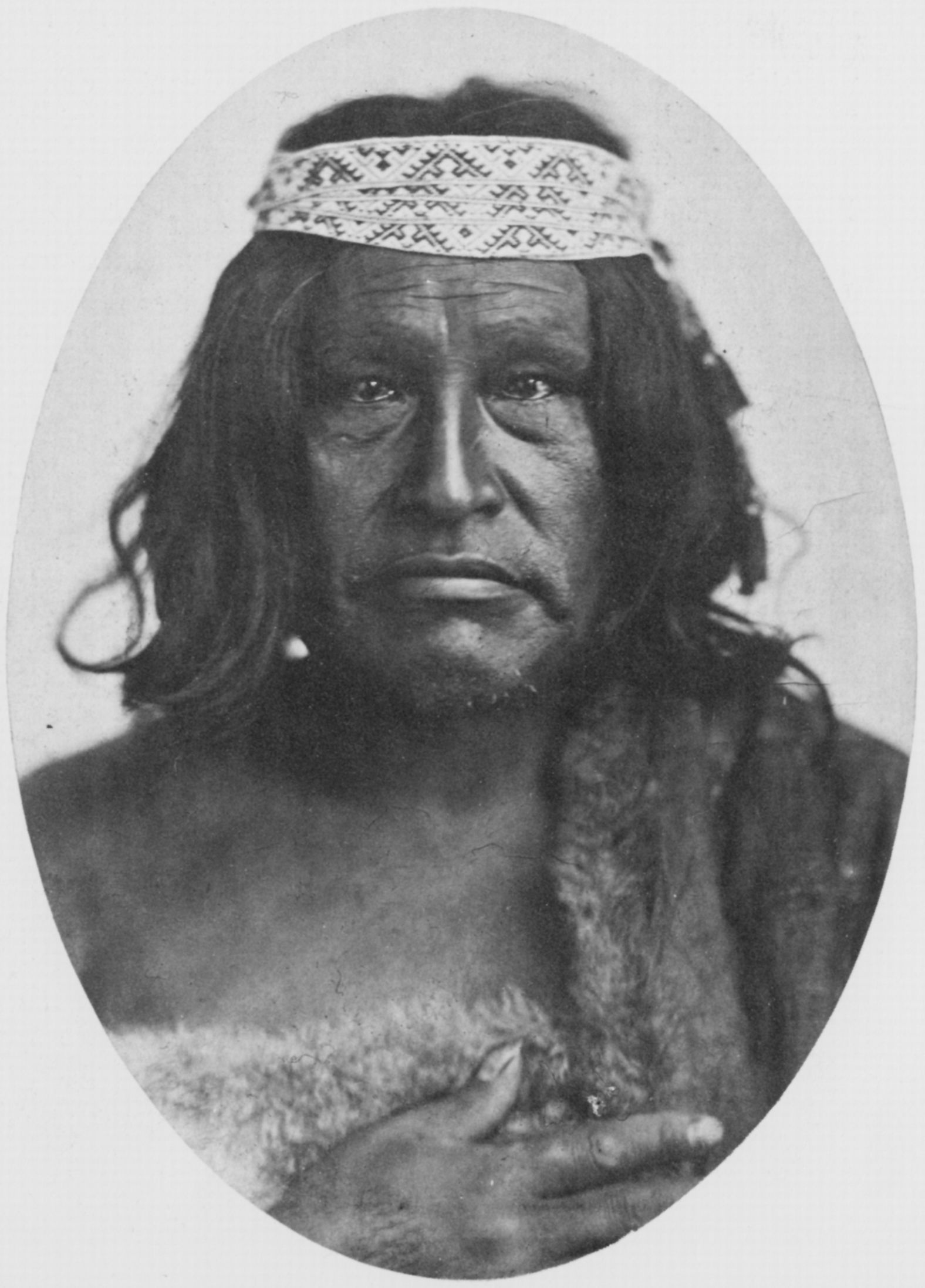
Un chef araucan, 1865.
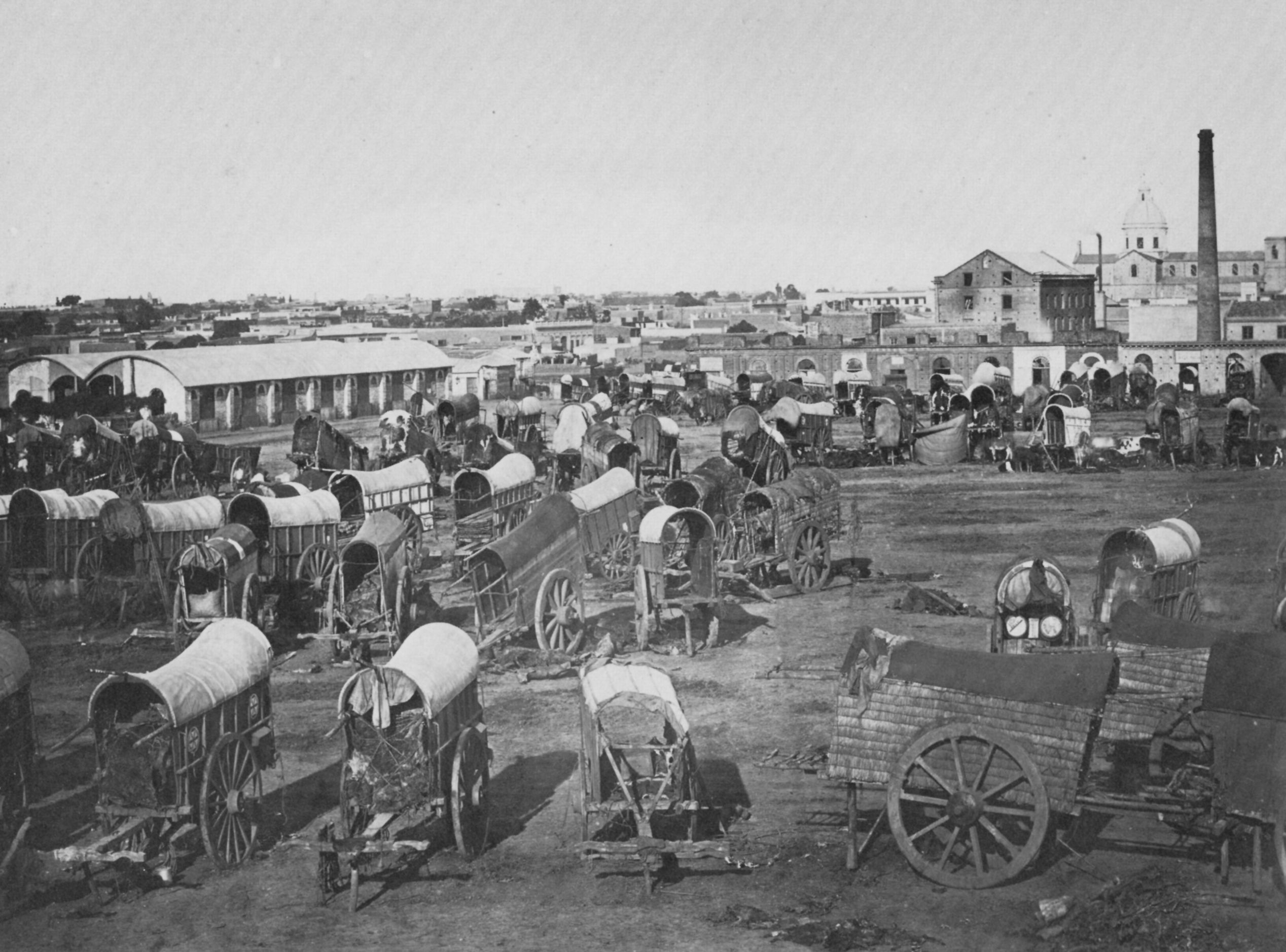
La place du 11-Septembre à Buenos Aires avec un rassemblement de gauchos, 1865.
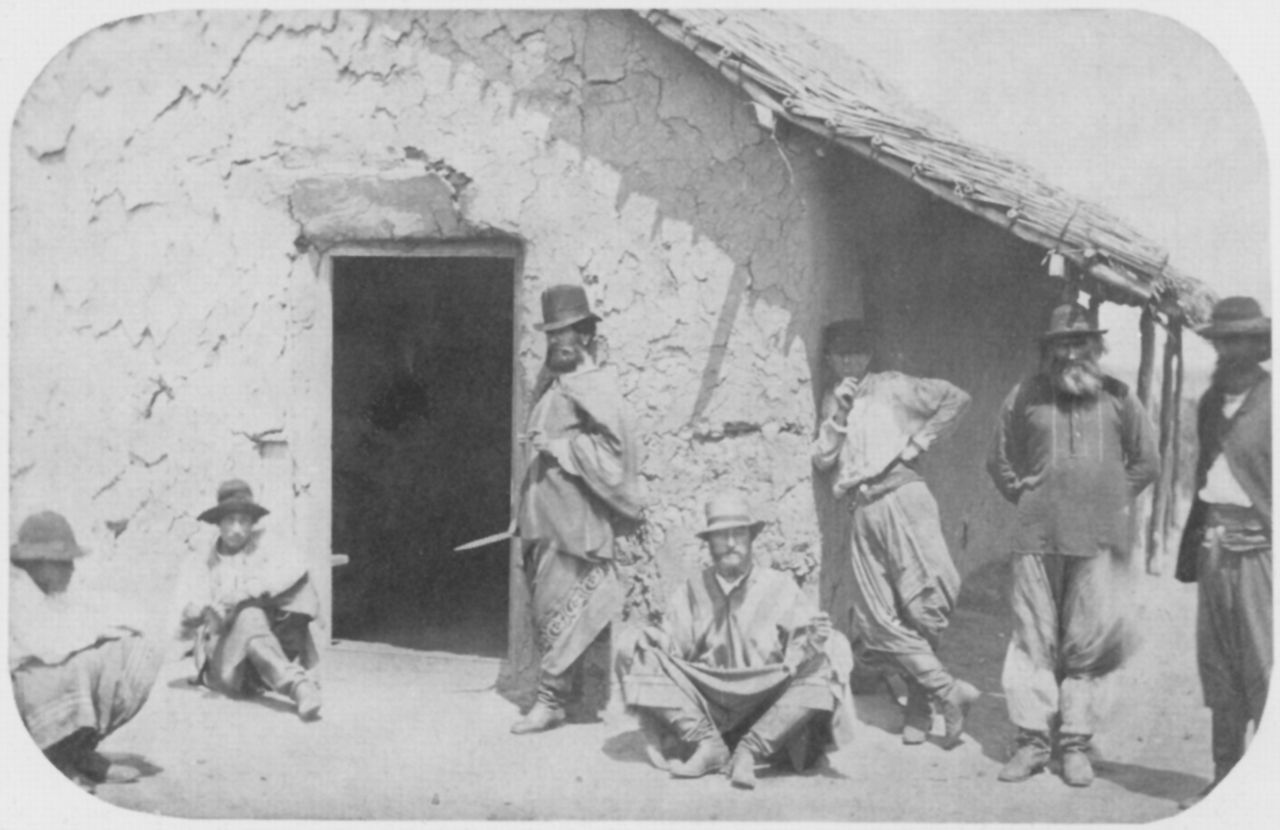
Gauchos devant une cabane, 1865.
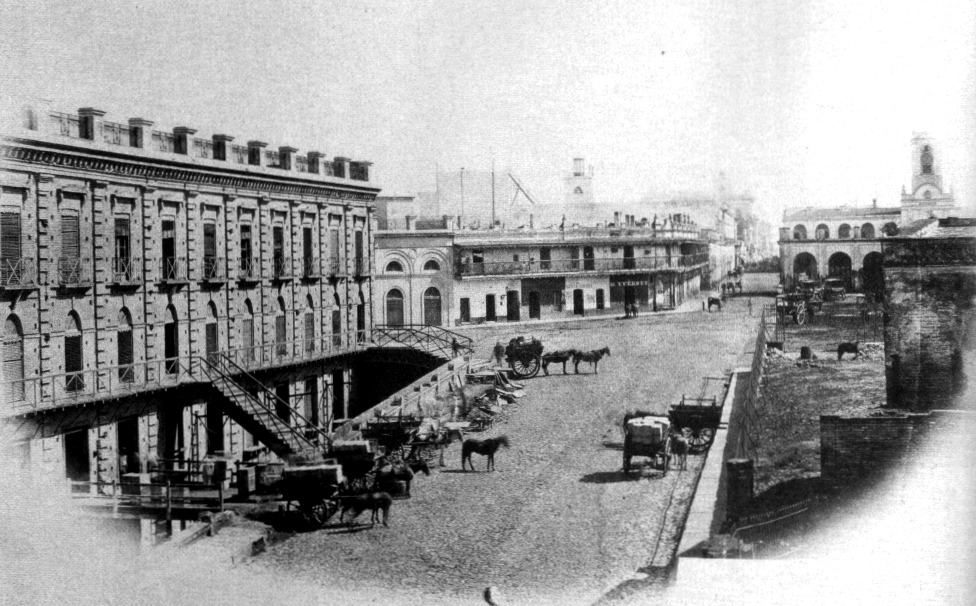
Calle Victoria à Buenos Aires, 1867 ; à droite, vue sur la Recova (marché couvert).
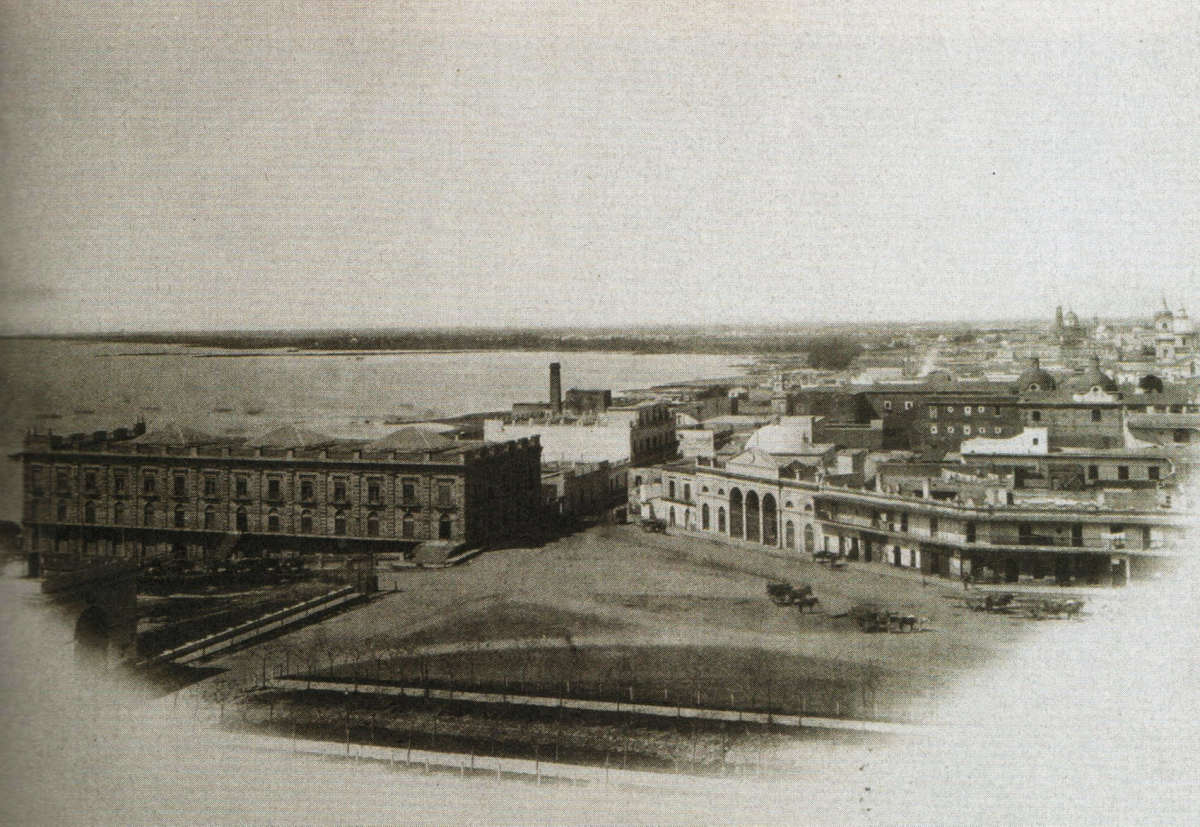
La Plaza de Mayo à Buenos Aires, 1867.
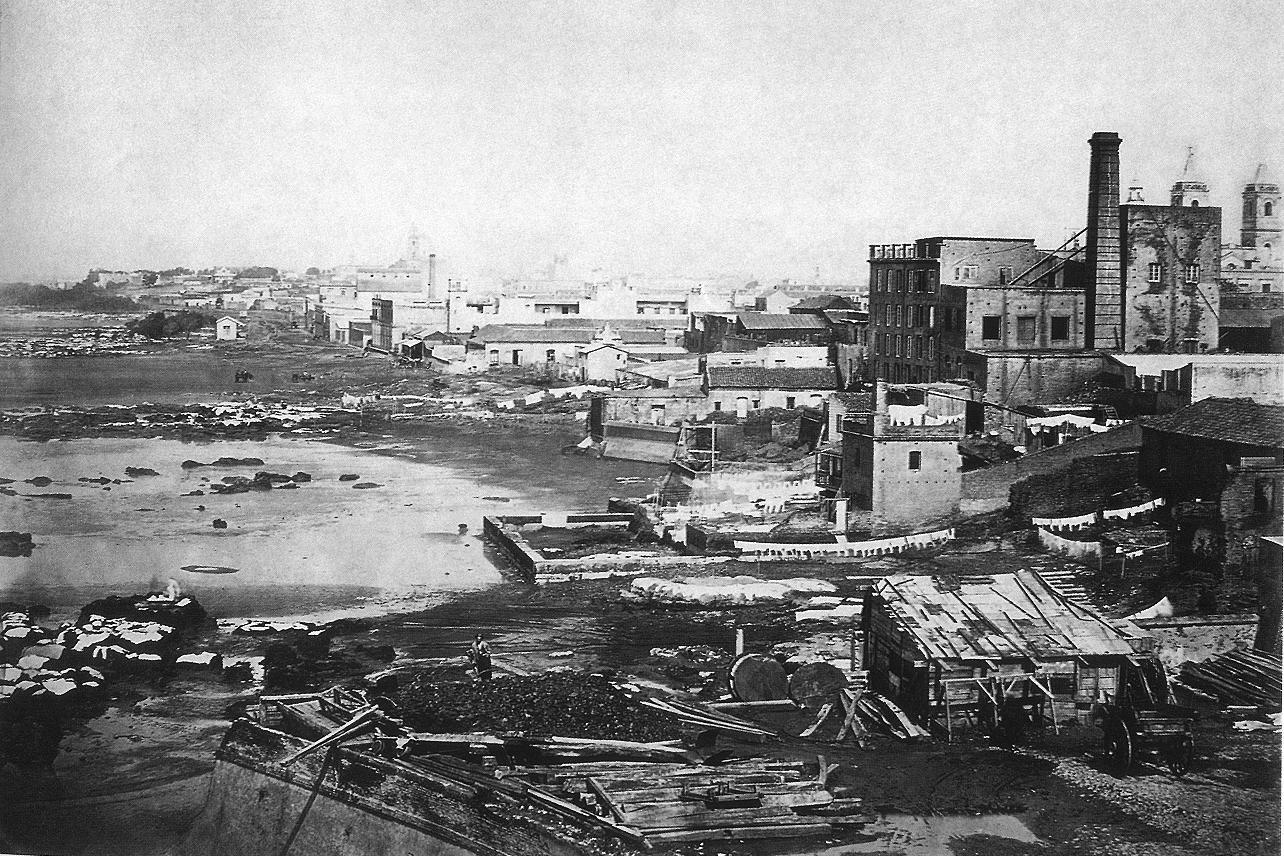
Vue des rives du Río de la Plata à Buenos Aires, 1867.
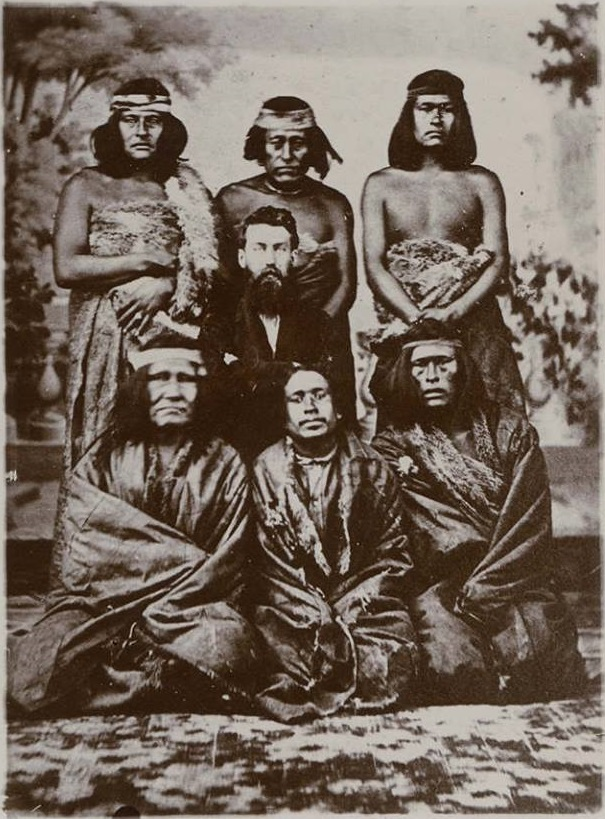
Lewis Jones (en) et un groupe d'Indiens Mapuches, 1867.
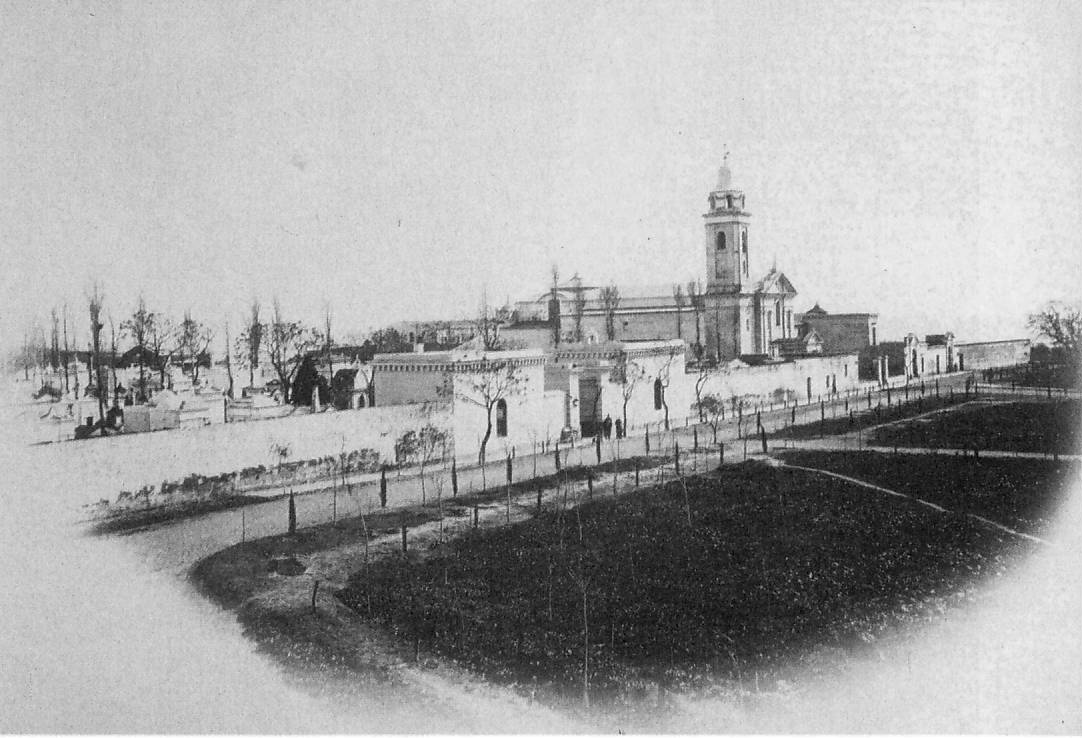
La Plazoleta de la Recoleta à Buenos Aires, avec le cimetière et l'église Nuestra Señora del Pilar, 1867.
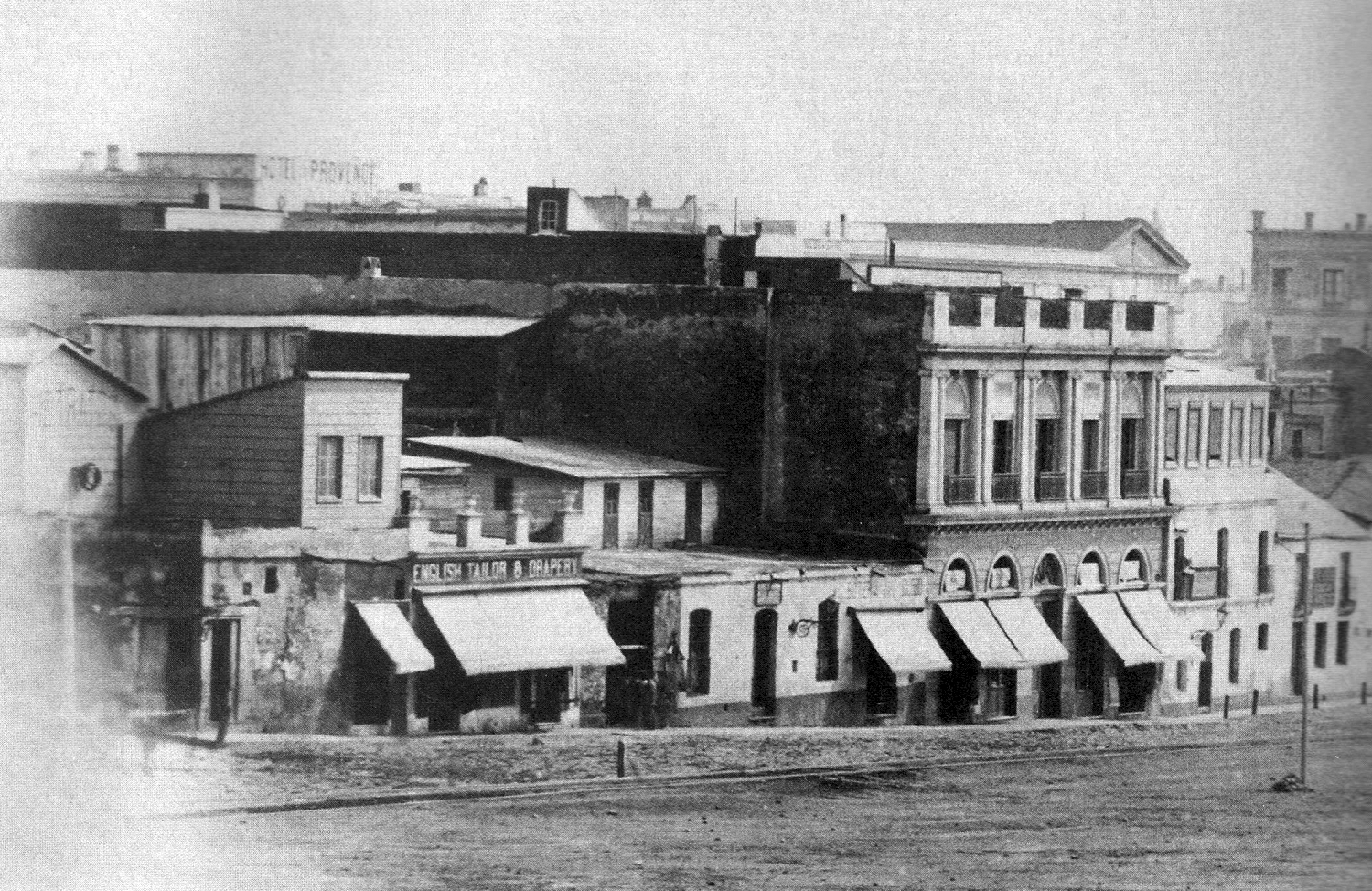
Paseo de Julio à Buenos Aires, vers 1867.